# João Natailton Ramos dos Santos
João Natailton Ramos dos Santos (* 25. prosince 1988, Umbaúba, Brazílie) známý také pouze jako Joãozinho je brazilský fotbalový záložník, který aktuálně hraje v ruském klubu PFK Soči.